# خوسه برائوندو

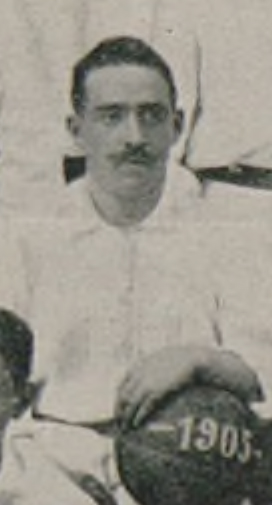
خوسه برائوندو در سال ۱۹۰۵

خوسه برائوندو (اسپانیایی: José Berraondo‎؛ ۴ نوامبر ۱۸۷۸) یک بازیکن فوتبال، و سرمربی (فوتبال) اهل اسپانیا بود.
از باشگاه‌هایی که در آن بازی کرده‌است می‌توان به باشگاه فوتبال رئال مادرید و باشگاه فوتبال رئال سوسیداد اشاره کرد.